# Base des Forces canadiennes Valcartier
Base des Forces canadiennes Valcartier (engelska: Canadian Forces Base Valcartier) är en militärbas i Saint-Gabriel-de-Valcartier i provinsen Québec i Kanada, belägen cirka 25 kilometer norr om Québecs stad.
Basen grundades av Kanadas militär i augusti 1914.

### Fotnoter
1. ↑  ”The Canadian Forces in the Great War 1914-1918” (på engelska). Kanadas miliitär. 19 mars 1938. http://www.cmp-cpm.forces.gc.ca/dhh-dhp/his/docs/CFGW_VOL1Pt2_E.pdf. Läst 9 februari 2014.